# Zornia glochidiata
Zornia glochidiata är en ärtväxtart som beskrevs av Dc.. Zornia glochidiata ingår i släktet Zornia och familjen ärtväxter. Inga underarter finns listade i Catalogue of Life.